# Лейва, Хуан
Хуан Андрес Лейва Мьерес (исп. Juan Andrés Leiva Mieres; 11 ноября 1993 года, Чильян) — чилийский футболист, играющий на позиции полузащитника. Ныне выступает за чилийский клуб «Аудакс Итальяно».

## Клубная карьера
Хуан Лейва — воспитанник чилийского футбольного клуба «Депортес Консепсьон», за который он выступал в Примере B с 2011 года. 10 августа 2014 года Лейва забил свой первый гол в лиге, открыв счёт в гостевой игре против «Сантьяго Морнинг». 7 декабря того же года он сделал хет-трик в домашней игре с «Эвертоном». 4 ноября 2015 года Лейва повторил это достижение в домашнем матче против «Ньюбленсе».
В середине 2016 года Лейва перешёл в «Универсидад де Чили». 30 июля 2016 года он дебютировал в чилийской Примере, выйдя в основном составе в гостевой игре против «Сантьяго Уондерерс». 20 августа того же года Лейва забил свой первый гол на высшем уровне, отличившись в домашнем поединке с командой «Универсидад де Консепсьон».
С июля 2017 года Лейва выступает за «Аудакс Итальяно».

## Достижения
«Универсидад де Чили»
- Чемпион Чили (1): Кл. 2017